# Явор (станция)
Явор  (пол. Jawor) — пассажирская и грузовая железнодорожная станция в городе Явор, в Нижнесилезском воеводстве Польши. Имеет 2 платформы и 4 пути.
Станция на железнодорожной линии Катовице — Легница, построена в 1856 году, когда город Явор (нем. Jauer, Яуер) был в составе Королевства Пруссия.